# معركة دمشق (2012)
بركان دمشق هي عملية عسكرية قام بشنها الجيش السوري الحر على الجيش السوري في العاصمة السورية دمشق وأعلن عن انطلاقها في 15 يوليو / تموز 2012، وتبدأ بالساعة الثامنة بالتوقيت السوري. أدت العملية إلى اندلاع اشتباكات هي الأعنف في العاصمة السورية منذ بدء الثورة قبل 16 شهراً. وفي 18 من تموز نفذ الجيش الحر عملية تفجير لمبنى الأمن القومي السوري كجزء من عملية بركان دمشق، وأدى التفجير إلى مقتل عدد من أركان النظام الكبار، أبرزهم داود راجحة وآصف شوكت وحسن تركماني. وبعدها استمرت الاشتباكات العنيفة في عدد من مناطق العاصمة، حتى بدأت القوات النظامية في يومي 21 و22 من تموز باستعادة السيطرة على أغلب المناطق التي سيطر عليها الجيش الحر.

## التسلسل الزمني
- 16 تموز / يوليو 2012: إعلان الجيش السوري الحر بدء عملية بركان دمشق وزلزال سوريا.[5]
- 18 تموز / يوليو 2012: تفجير مبنى الأمن القومي السوري داخل العاصمة دمشق أودى بحياة العماد داوود راجحة وزير الدفاع ونائبه العماد آصف شوكت نائب رئيس أركان الجيش السوري وصهر الرئيس بشار الأسد والعماد حسن تركماني رئيس خلية إدارة الأزمة وحافظ مخلوف رئيس فرع التحقيق في المخابرات العامة وابن خالة الرئيس بشار الأسد، وإصابة وزير الداخلية محمد الشعار.[6][7]

## الأحداث

### اليوم الأول
بدأت أحداث بركان دمشق الأولى في يوم الأحد 15 تموز عندما اندلعت اشتباكات عنيفة بين الثوار من الجيش الحر وقوات الجيش الحكومي في جنوب العاصمة السورية دمشق، بأحياء التضامن والقدم والميدان ونهرعيشة وكفرسوسة ومخيم اليرموك. بدأ القتال من حي الحجر الأسود في مساء اليوم السابق، ثم امتدّ إلى منطقة التضامن وانتشر بسرعة ليشمل باقي الأحياء، وعدت تلك أعنف اشتباكات في العاصمة منذ اندلاع الثورة قبل 16 شهراً من ذلك، وأفادت الأنباء بأن سيارات الإسعاف أصبحت تنقل جرحى الأمن بكثافة إلى المستشفيات العسكرية جراء الاشتباكات. ونتيجة لهذه الأحداث، بدأت قوات الجيش بقصف أحياء الاشتباكات حيث يتواجد الجيش الحر بمدفعية الهاون والدبابات حسب المرصد السوري لحقوق الإنسان، وكان هذا أول قصف كثيف تشهده دمشق منذ اندلاع الثورة أيضاً. وأدى القصف إلى سقوط العديد من الجرحى في مختلف الأحياء، كما بدأت أحياء كثيرة تشهد حركات نزوح للسكان بسبب شدة القصف.

### اليوم الثاني
انتشرت الاشتباكات والمعارك في يوم الإثنين 16 تموز لتصل أحياء جوبر والقابون وبزرة والعسالي والزاهرة وشارع خالد بن الوليد، بل وبلدة زملكا قرب العاصمة. ودخلت المصفحات من دبابات ومدرعات صباح الإثنين حي الميدان في قلب العاصمة للمرة الأولى منذ بدء الثورة. وقال متحدث باسم الجيش السوري الحر أن الثوار قد سيطروا على حيَّي التضامن والميدان، وبدأت القوات النظامية بقصفهما بالهاون، وتحصّن المنشقون لذلك في أزقة الميدان الضيّقة القديمة، فيما دخلت القوات النظامية شوارع الحي الرئيسية بالمصفحات. وبالمقابل أفادت وكالات الأنباء الحكومية بأن قوات الأمن بدأت بملاحقة عصابات إرهابية فرَّت من منطقة التضامن إلى نهر عيشة جنوب العاصمة. وأفاد الجيش الحر بأن القوات النظامية حاولت اقتحام حي التضامن عدة مرات، غير أنه صدّها مكبداً إياها خسائر كبيرة، فبدأت باستقدام المزيد من التعزيزات من دبابات وجنود لدعم العملية. وخرجت التظاهرات المعارضة للنظام في مختلف مناطق العاصمة رداً على القصف، ومنها مظاهرة خرجت من مسجد الدرويشية خلف القصر العدلي بقلب دمشق. وبلغ عدد قتلى العاصمة في يوم الإثنين سبعة، منهم ثلاثة في حي الميدان واثنان في نهرعيشة واثنان في التضامن.

### اليوم الثالث
أعلنت القيادة المشتركة للجيش الحر بالداخل في يوم الثلاثاء 17 من تموز عن بدء ما سمَّته عملية بركان دمشق - زلزال سوريا لضرب المراكز الأمنية في كافة محافظات ومدن سوريا بهدف إسقاط النظام أخيراً، وصرح في الآن ذاته العقيد «قاسم سعد الدين» بإطلاق الجيش السوري الحر عملية «معركة تحرير دمشق» وفق خطة موضوعة ومجهّزة مسبقاً رفض الكشف عن تفاصيلها للسيطرة على العاصمة. وقال أن المقاتلين بدؤوا بالتوافد إلى العاصمة منذ 10 أيام من المحافظات الأخرى استعداداً للعملية الحاسمة بالتنسيق مع كافة المجالس العسكرية بالمحافظات، ووصلتها خلال هذه الفترة 50 مجموعة مسلحة يبلغ إجمالي تعدادها قرابة 2,500 مقاتل. وقال الجيش الحر أن إطلاق هذه العملية جاء رداً على مجزرة التريمسة والقصف الشديد على حمص في الأيام السابقة.
وعلى الأرض ظل الجيش الحر مسيطراً على حي الميدان وسط العاصمة، وشملت الاشتباكات كما في اليوم السابق أحياء كثيرة، منها القدم والعسالي والحجر الأسود والتضامن والميدان ونهرعيشة وكفرسوسة وجوبر والقابون. كما استخدمت المروحيات العسكرية للمرة الأولى في قصف الأحياء إلى جانب المدفعية، ومع ذلك أعلن الجيش الحر أنه نجح في إسقاط إحدى المروحيات فوق حي القابون، على الرغم من نفي ناشطين الخبر. وقد تعرض حي القابون - إلى جانب القصف المروحي - إلى حصار بالدبابات، واندلعت اشتباكات عنيفة في إرجائه، وقالت الحكومة السورية أن كثيراً من الإرهابيين تحصَّنوا داخله. وقال مصدر أمني رسمي أن القوات النظامية تمكنت من دخول حي التضامن في الساعة الرابع فجر الثلاثاء، ونجحت في قتل 33 إرهابياً وإصابة 15 واعتقال 145. وفي وسط دمشق، أفاد شهود عيان بسماع أصوات إطلاق نار في شارع بغداد وساحة السبع بحرات. كما قال قائد الاستخبارات في الجيش الإسرائيلي أن النظام بدأ بسحب قوات عسكرية من الجولان وتوجيهها نحو دمشق يوم الثلاثاء، وذلك بعد أن بدأ يفقد السيطرة عليها نتيجة الأحداث الأخيرة. وأفاد المرصد السوري لحقوق الإنسان بالمقابل بمقتل 60 عنصراً من الأمن والجيش في معركة دمشق، منهم 40 إلى 50 يوم الإثنين، و20 على الأقل يوم الثلاثاء.

### اليوم الرابع
تبنّى لواء الإسلام التابع للجيش السوري الحر في يوم الأربعاء 18 من تموز عملية تفجير مبنى الأمن القومي في حي الروضة بوسط العاصمة دمشق، التي أدت إلى مقتل عدد من أكبر أركان النظام السوري وقادته الذين كانوا مجتمعين في المبنى. وكان أبرز قتلى العملية وزير الدفاع داود راجحة، ونائبه وصهر الرئيس بشار الأسد آصف شوكت، ومعاون نائب رئيس البلاد ورئيس خلية إدارة الأزمة حسن تركماني، ، كما قتل هشام بختيار رئيس مكتب الأمن القومي في حزب البعث السوري. وسبب التفجير ضجة دولية كبيرة، ومواقف تراوحت من الإدانة إلى اعتباره علامة على تدهور نظام الأسد.
شهد صباح يوم الأربعاء إغلاق مداخل وطرقات العاصمة. وتلا عملية التفجير وورد أنباء عن حدوث انفجارات في مقرات الفرقة الرابعة والحرس الجمهوري السوري قرب دمشق، غير أن وزير الإعلام نفى مثل هذا الأمر. كما تواصل القصف والاشتباكات في المدينة، موقعين 16 قتيلاً. وقد استهدف حي القابون بشكل خاص، حيث اجتيح بالدبابات وجرت اعتقالات عشوائية فيه، مما أدى إلى نزوح وهرب الكثير من الأهالي. واستهدف القصف المروحي من الجو أيضاً مناطق عدة، من أبرزها بساتين برزة وحي جوبر وحي الميدان ومخيم اليرموك والحجر الأسود وبلدة كفر بطنا. وقصفت مدفعية الجيش النظامي المتمركزة على جبل قاسيون في الآن ذاته حي المزة شمال العاصمة للمرة الأولى منذ اندلاع الثورة، كما قصفت أيضاً منطقة كفرسوسة وبلدة المعضمية.
كما شهدت بلدة السيدة زينب في ريف دمشق مجزرة يوم الأربعاء بعد قصف مظاهرة يشارك فيها ثلاثة آلاف محتج بالمروحيات من الجو، راح ضحيتها أكثر من 100 قتيل و150 جريح.

### اليومان الخامس والسادس
تمكن مقاتلو الجيش الحر في يوم الخميس 19 من تموز مقر الشرطة الرئيسي في دمشق بشارع خالد بن الوليد في حي القنوات. وقد استمرت الاشتباكات والقصف المدفعي والمروحي على أحياء العاصمة خلال اليوم. كما قررت الخطوط الجوية الملكية الأردنية في اليوم ذاته تعليق جميع رحلاتها إلى مدينتي دمشق وحلب في سوريا بعد التطورات الأخيرة فيهما. وقالت أنها ستفكر بإمكانية استئناف الرحلات عندما تنخفض وتيرة العنف في المنطقة. وقد أعلنت مصادر رسمية سورية في يوم الجمعة 20 من تموز إطلاق عملية مضادة في العاصمة لاستعادة السيطرة على الأحياء التي استولى عليها الثوار. وقد شهد اليوم ذاته تشييع المسؤولين الأمنيين الذين قتلوا في تفجير مبنى الأمن القومي قبل ذلك بيومين. وبالمقابل شهدت العاصمة مظاهرات مناهضة للنظام في مختلف أحيائها، مثل المزة وكفرسوسة والميدان وركن الدين.

### انسحاب الجيش السوري الحر
أعلن الجيش السوري الحر مساء الجمعة انسحابه من حي الميدان إثر القصف الشديد المتواصل عليه منذ عدة أيام، وعقب ذلك اقتحام القوات النظامية للحي ودخولها سوقه الرئيسي بالمدرعات والمصفحات. وفي اليوم التالي 21 من تموز سيطرت القوات النظامية على عدة أحياء أخرى في العاصمة إثر انسحاب الجيش السوري الحر، منها جوبر والقابون وبرزة (شمال شرق) والتضامن (جنوب) وكفرسوسة (غرب)، بعد ثلاثة أيام من القصف المروحي والمدفعي والقتال على الأرض، وقد تسببت هذه المعارك بنزوح الكثير من الأهالي في الأيام الماضية. ومع ذلك فقد استمرت وتيرة القصف على الأحياء التي لا زالت تحت سيطرة الجيش السوري الحر، مثل القدم والعسالي ونهر عيشة، بالإضافة إلى اندلاع اشتباكات في ركن الدين. وقد أصبح مخيم اليرموك حياً لإيواء اللاجئين من المناطق التي تتعرض للقصف، وبلغ عدد القتلى الإجمالي للسبت 12 قتيلاً. وعلى الرغم من سيطرة القوات النظامية على العديد من الأحياء، فقد استمرت الاشتباكات في الشوارع والحواري الضيقة القديمة، التي كان العديد من المقاتلين فيها من أبناء الأحياء نفسها.
حوصرت منطقة باستين الرازي في حي المزة وقصفت بالدبابات يوم الأحد 22 من تموز، كما استمرت الاشتباكات في بساتين اللوان جنوب كفرسوسة وبحي ركن الدين. واستمر قصف المزة في يوم الإثنين 23 من تموز، وتمكنت القوات النظامية بعد العملية من دخول منطقة بساتين الرازي واستعادة السيطرة عليها. وشهد الإثنين هدوءاً وانخفاضاً كبيرين في حركة السير بأنحاء العاصمة، بالإضافة إلى انقطاع الكهرباء عن جميع أحيائيها وغوطتها صباح اليوم. وبدأت الاشتباكات في الأيام التالية بالانحسار، لتشمل أحياء القدم وكفرسوسة فقط بشكل أساسي، فيما بدأت حملات مداهمات وتخريب من قبل القوات النظامية في مختلف أحياء المدينة. قصفت منطقة الحجر الأسود قصفاً عنيفاً في 26 من تموز بمعدل قذيفة في الدقيقة. واستمرت بعدها مناطق سيطرة الجيش السوري الحر بالانحسار، حيث أنه اكتفى منذ 18 من تموز بالدفاع عن الأحياء التي سيطر عليها، دون شن هجمات مضادة لاستعادة ما خسره أو كسب المزيد، وأصبح وجوده في العاصمة محدوداً جداً.